# 万鍾ジャンクション
万鍾ジャンクション（マンジョンジャンクション）は大韓民国江原特別自治道原州市にある中央高速道路（55号線）と嶺東高速道路（50号線）のジャンクションである。

## 接続する路線

### 釜山・春川方面
- 中央高速道路（32番）

### 仁川・江陵方面
- 嶺東高速道路（26番）

## 隣
中央高速道路
(31) 南原州IC - (32) 万鍾JCT - (32-1) 新坪JCT
嶺東高速道路
(25) 文幕IC - 文幕SA（江陵方向のみ） - (26) 万鍾JCT - (27) 原州JCT